# 凤梨百合属
凤梨百合属（学名：Eucomis）是天门冬科绵枣儿亚科的属，是种原产于非洲南部的开花植物。它们是球茎多年生植物，基部有叶丛和粗壮的茎，上面覆盖着星形花，顶部有一簇绿色苞片，表面上像凤梨，因此得名。

## 分类
凤梨百合属于1789年由夏尔·莱里捷首次发表。Eucomis这个名字起源于希腊语，eu-意思是“令人愉悦的”，kome是“头上的头发”，因此指的是该属植物花序上的一簇叶状苞片。丹尼尔·索兰德最先使用该名称，他决定将林奈的Fritillaria regia归入一个单独的属。然而，索兰德在公布这个名字之前就去世了，莱里捷在其1789年的出版物中没有提及此事。最初，三个物种被放置在凤梨百合属中：女王凤梨百合（E. regia）、E. nana和E. punctata。（最后两个现在分别是女王凤梨百合和凤梨百合（E. comosa）的异名）

### 分类
使用APG植物分类系统的人将凤梨百合属归入天门冬科的绵枣儿亚科，而那些使用更狭义的科的人则将其归入风信子科。依据前者，凤梨百合属与立金花属、油点百合属、魔镜花属和仙火花属等属一起被归入风信子族、魔镜花亚族。
该物种可分为两组。一种由七种主要由 2n = 2x = 30 条染色体组成的短二倍体物种组成：E. amaryllidifolia、E. bicolor、E. grimshawii、E. regia、E. schijffii、E. vandermerwei和E. zambesiaca。另一个主要由五个较大的四倍体物种组成，具有 2n = 4x = 60 条染色体：E. autumnalis、E. comosa、E. humilis、E. montana和E. pallidiflora。E. sonnetteana的倍性未知。

### 下属物种
本属包含13个物种：
- Eucomis amaryllidifolia Baker – 南非
- 秋凤梨百合 Eucomis autumnalis (Mill.) Chitt. – 南非、马拉维、津巴布韦、博茨瓦纳、莱索托、斯威士兰
- 双色凤梨百合 Eucomis bicolor Baker – 南非、莱索托
- 凤梨百合 Eucomis comosa (Houtt.) Wehrh. – 南非
- Eucomis grimshawii G.D.Duncan & Zonn. – 南非
- Eucomis humilis Baker – 南非、莱索托
- Eucomis montana Compton – 南非、斯威士兰
- 白花凤梨百合 Eucomis pallidiflora Baker - 南非、莱索托、斯威士兰
- 女王凤梨百合 Eucomis regia (L.) L'Hér. – 南非
- Eucomis schijffii Reyneke – 南非、莱索托
- Eucomis sonnetteana N.R.Crouch, Mart.-Azorín & J.E.Burrows – 姆普马兰加省
- 万氏凤梨百合 Eucomis vandermerwei Verd. – 姆普马兰加省
- Eucomis zambesiaca Baker – 马拉维、津巴布韦、林波波省

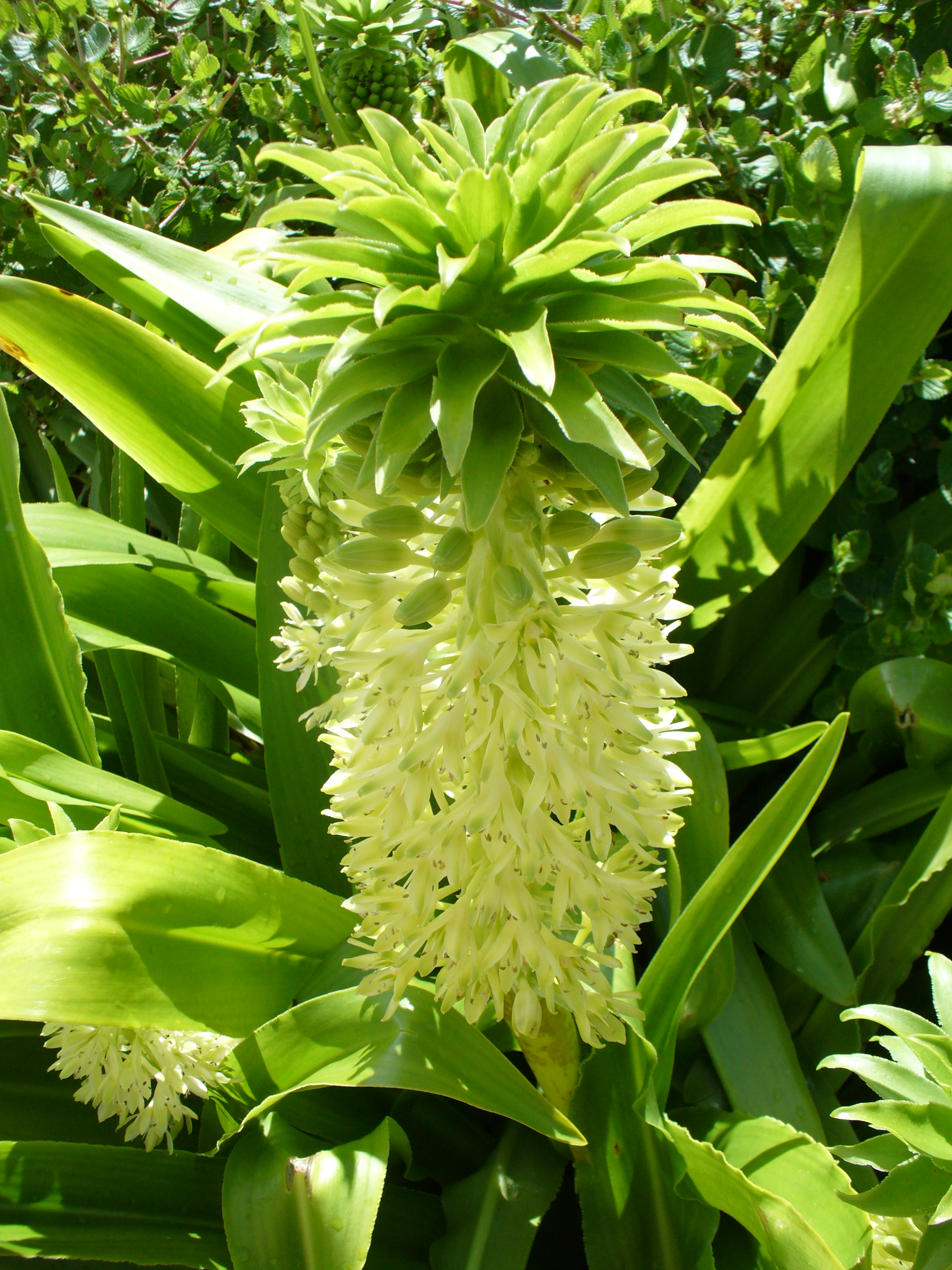
秋凤梨百合
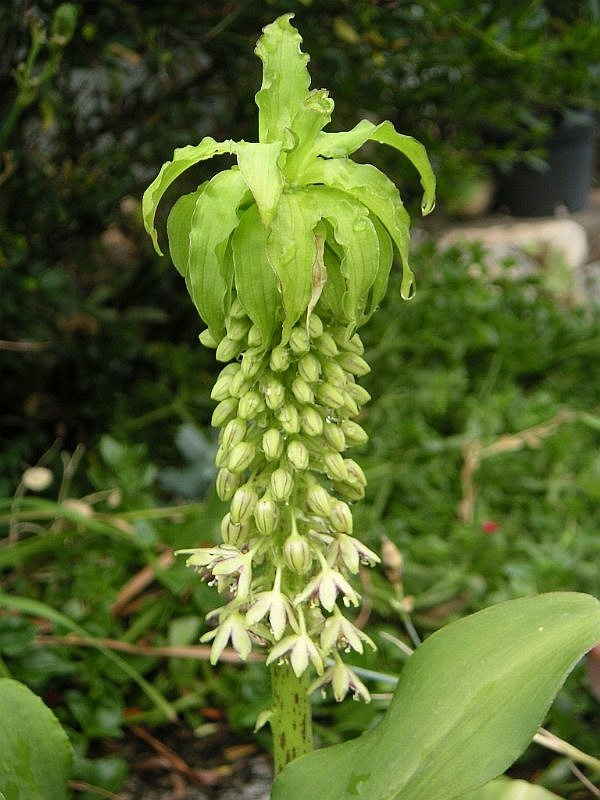
双色凤梨百合
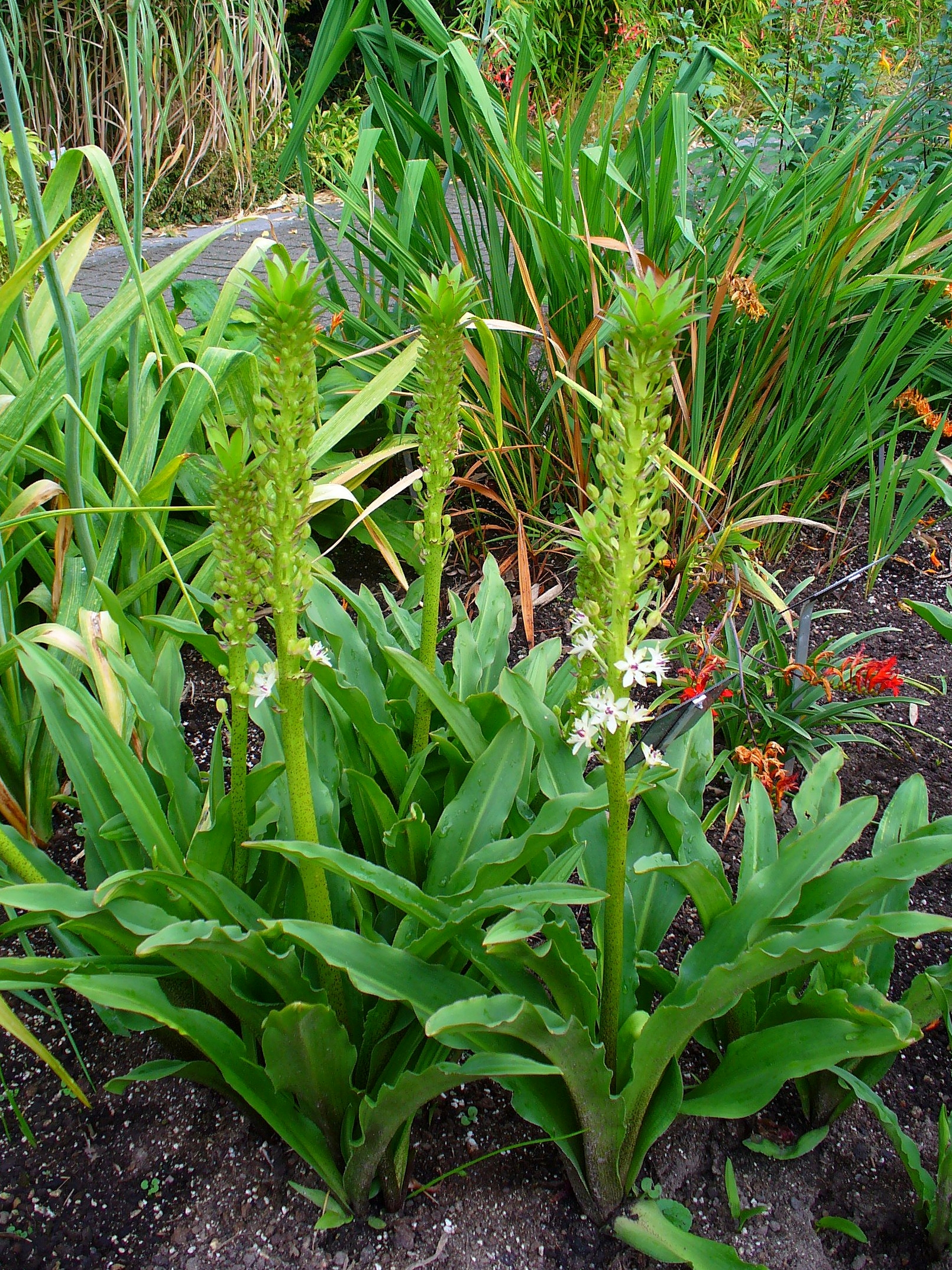
凤梨百合
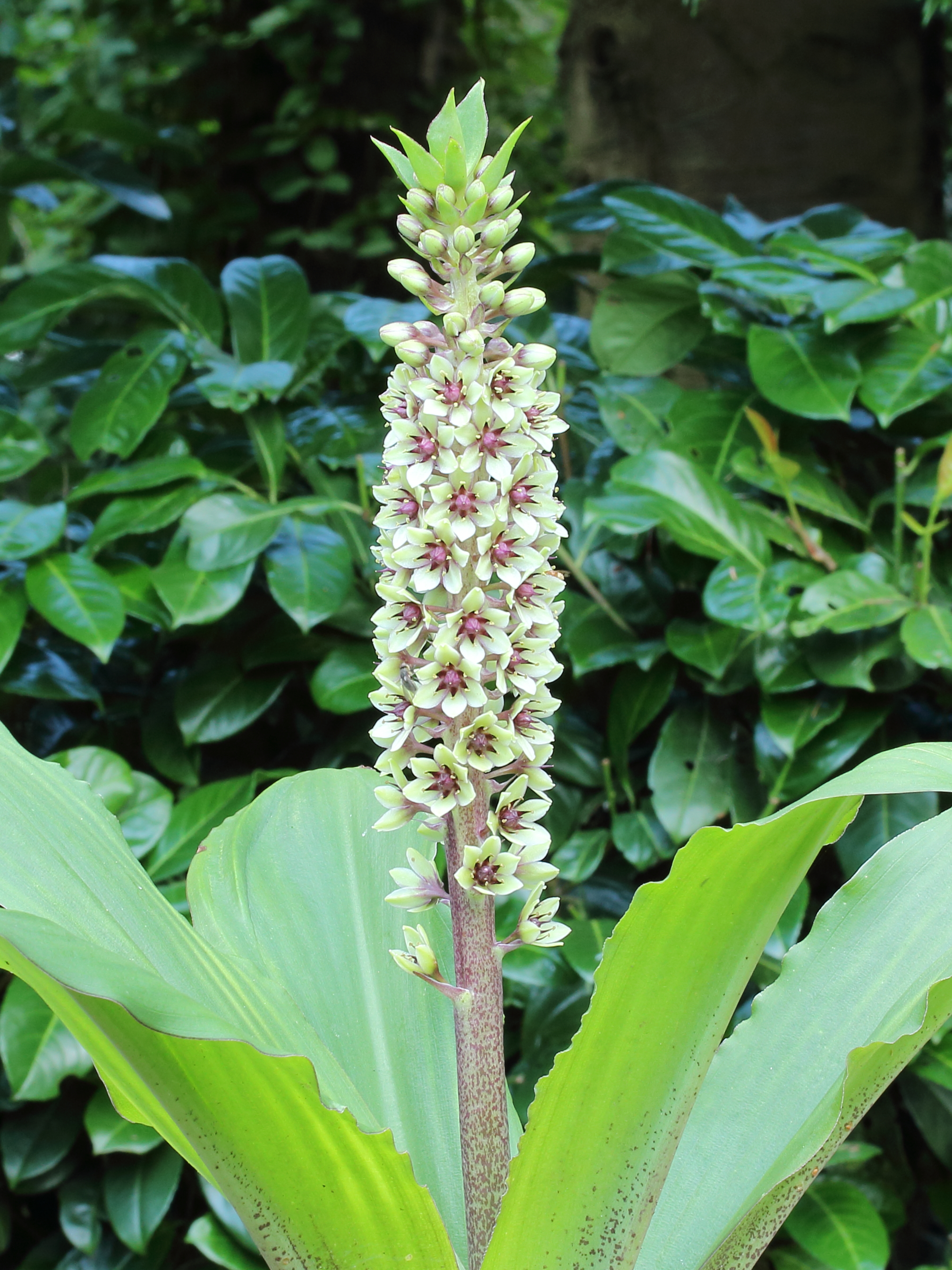
Eucomis montana
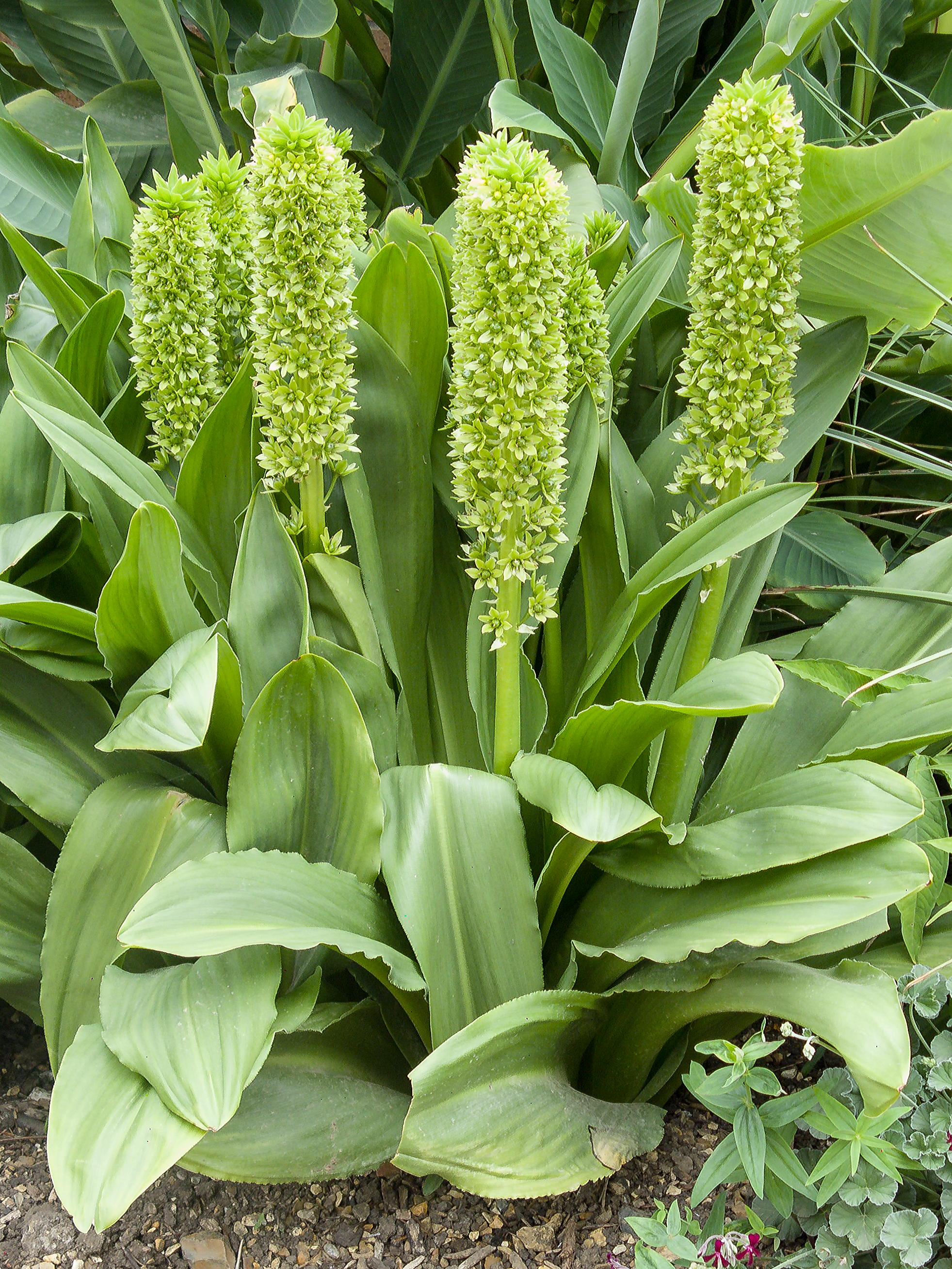
大凤梨百合（E. pallidiflora subsp. pole-evansii）
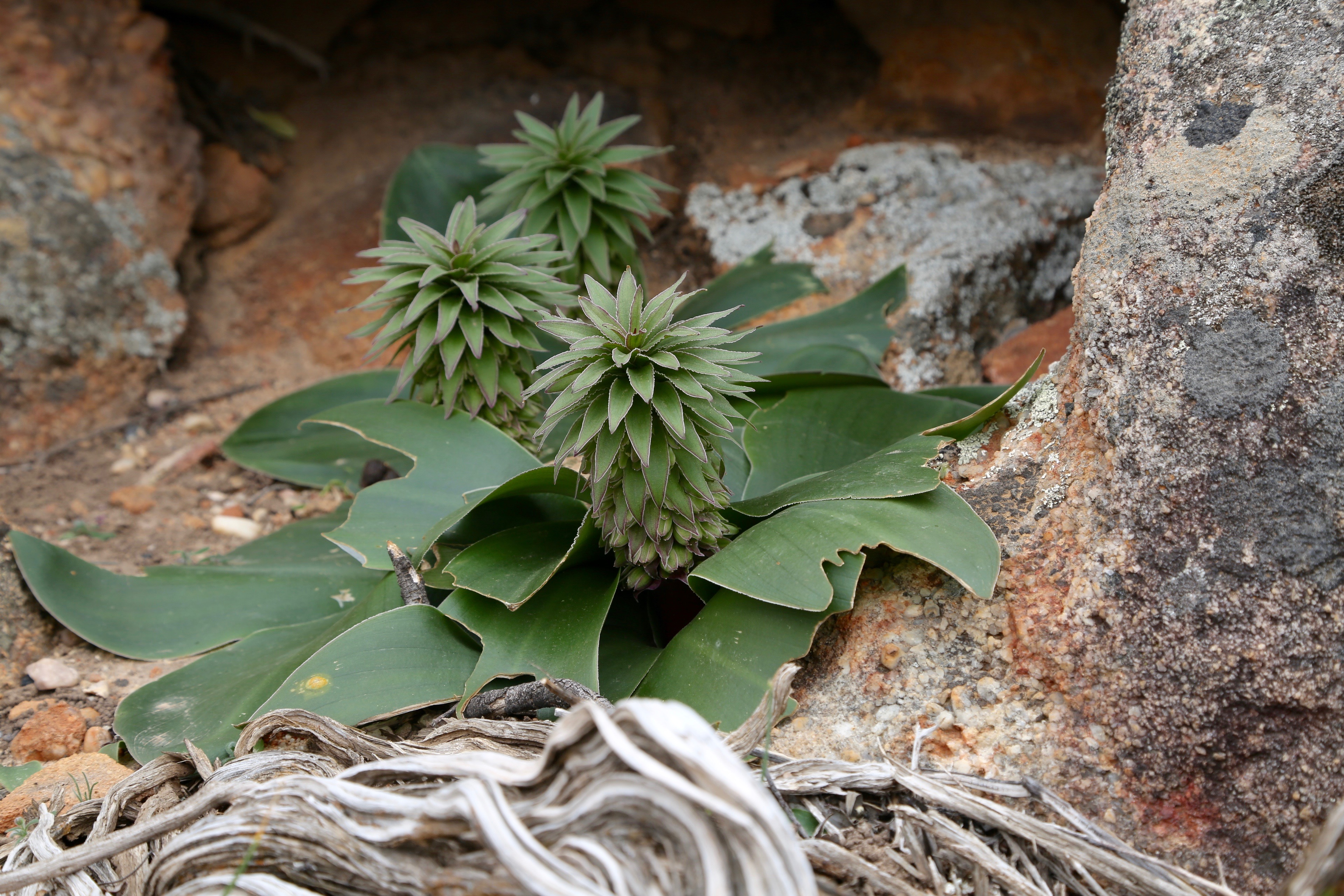
女王凤梨百合
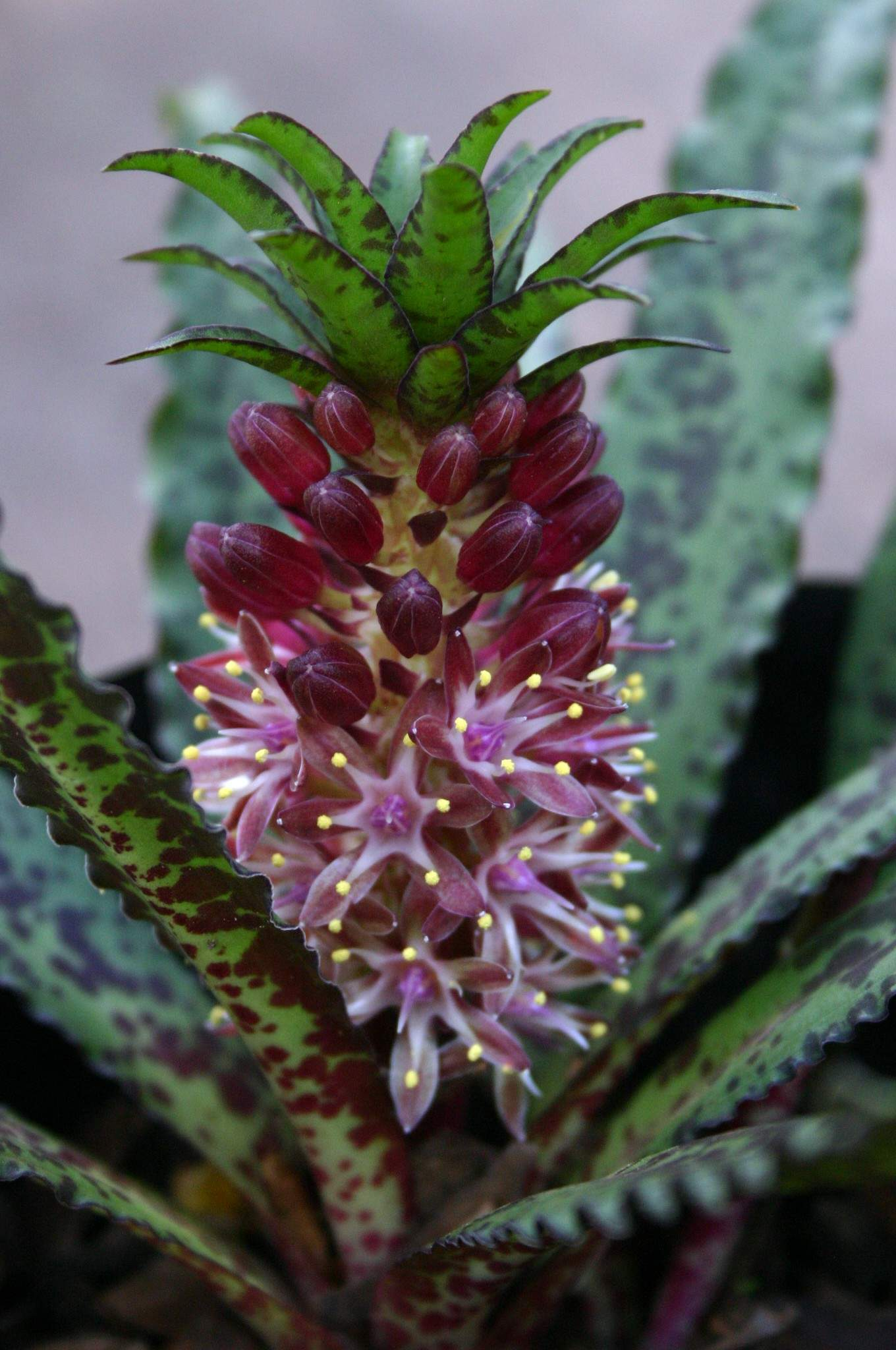
万氏凤梨百合
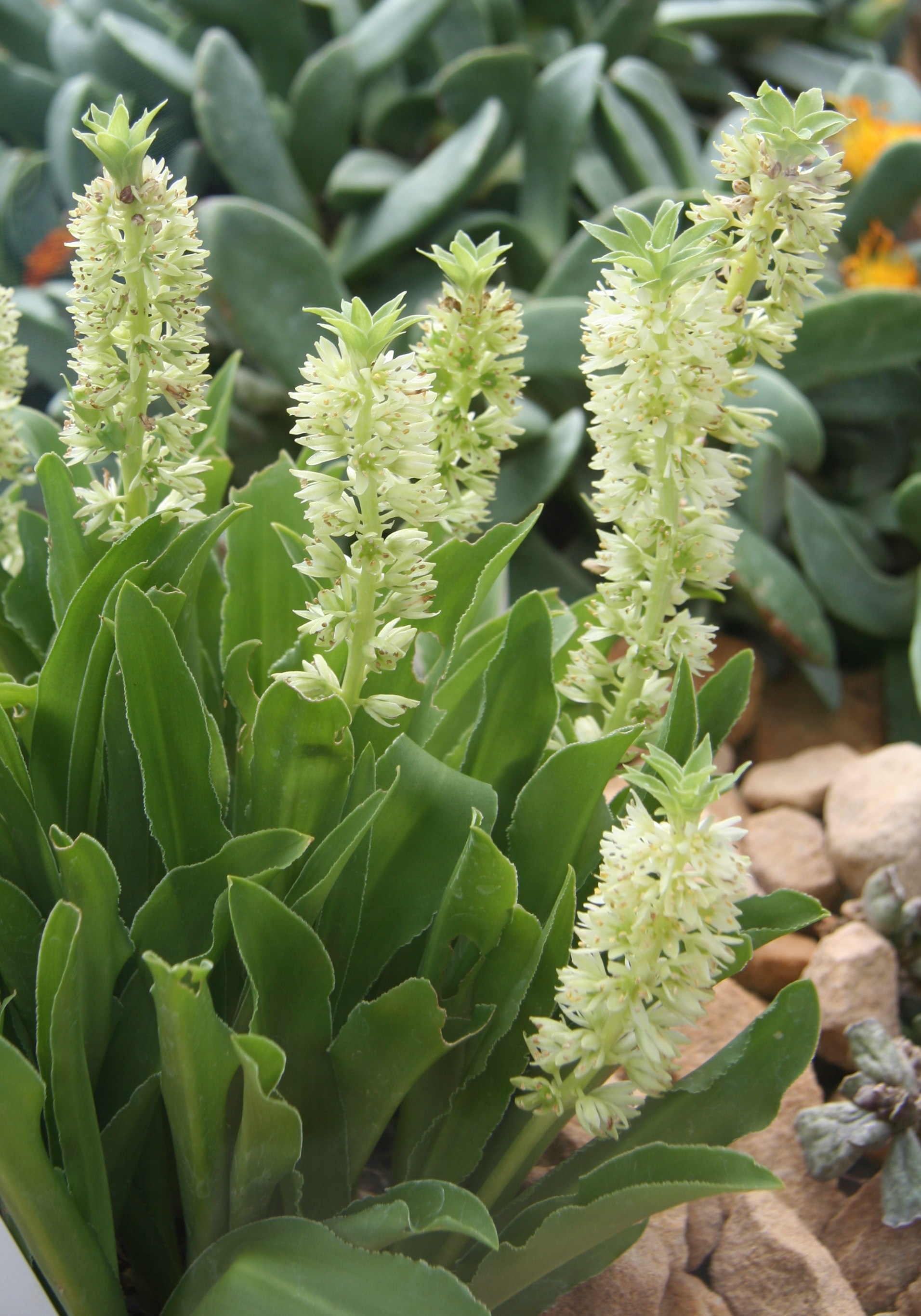
Eucomis zambesiaca

## 分布和栖息地
凤梨百合属原产于南非、博茨瓦纳、莱索托、斯威士兰、津巴布韦和马拉维。这些物种可以在草原、森林、沼泽和河岸上找到，但在较干燥的地区则不存在。较小的物种更常见于海拔较高的山顶或其他暴露的地方；较大的物种喜欢较少暴露的栖息地，例如潮湿的沟渠和溪边。

## 栽培
凤梨百合属物种可被栽培为观赏植物。如果保持干燥，大多数夏季开花的物种在冬季休眠时可以忍受低至-5至-10°C的霜冻。如果在夏季同时给予阳光照射和水分，它们的开花效果最好。女王凤梨百合冬季生长，早春开花。它需要在像英国这样的海洋气候而非地中海气候的地区进行温室种植。